# Die for the Government
Die for the Government är punkbandet Anti-Flags debutalbum och gavs ut 1996 av New Red Archives. Det är en av de två skivor där basisten Andy Flag medverkar.

## Låtlista
1. "You'd Do the Same" – 2:21
2. "You've Got to Die for the Government" – 3:40
3. "Drink Drank Punk" – 1:41
4. "Rotten Future" – 1:58
5. "Safe Tonight" – 2:42
6. "Red White and Brainwashed" – 1:52
7. "Davey Destroyed the Punk Scene" – 2:20
8. "Summer Squatter Go Home" – 3:02
9. "She's My Little Go Go Dancer" – 2:22
10. "Police State in the USA" – 2:39
11. "Punk by the Book" – 2:14
12. "Fuck Police Brutality" – 2:20
13. "I'm Being Watched by the CIA" – 2:13
14. "Kill the Rich" – 3:04
15. "No More Dead" – 3:50
16. "Confused Youth" – 4:13
17. "Your Daddy Was a Rich Man, Your Daddy's Fucking Dead" – 2:09